# Zankî, Radomîșl
Zankî (în ucraineană Заньки) este localitatea de reședință a comunei Zankî din raionul Radomîșl, regiunea Jîtomîr, Ucraina.

## Demografie
Componența lingvistică a localității Zankî
     Ucraineană (99,64%)
     Alte limbi (0,36%)
Conform recensământului din 2001, majoritatea populației localității Zankî era vorbitoare de ucraineană (99,64%), existând în minoritate și vorbitori de alte limbi.